# آي باد برو
آي باد برو (بالإنجليزية: iPad Pro)‏، هو جهاز لوحي من شركة أبل، والذي أعلنت عنه يوم 9 سبتمبر 2015 وهو عبارد عن طراز جديد من جهازها اللوحي آي باد، الجهاز والذي يعتبر حلقة في سلسلة طويلة من اجهزة أي باد التي نالت شهرة عالمية في السنوات الاخيرة يصل حجمة الي 12.9 بوصة وهو ما يجعلة أكبر من الايباد السابق آي باد اير.

## أهم المميزات
من أهم ميزات الجهاز:
- شاشة حجمها 12.9 بوصة، بابعاد 2732*2048
- معالج A9X تصل سرعتة الي ضعف سرعة معالج الاي باد السابق
- تقول ابل انه اسرع ب80 مرة من اجهزه الكمبيوتر المتواجدة في السوق في الفترة الاخيرة
- بطارية الجهاز تدوم ل10 ساعات من الاستخدام الكثيف
- سمك الجهاز 6.9 مم
- الاي باد مزود بـ4 سماعات
- لوحة مفاتيح مدمجة مع الغطاء الخارجي للجهاز

## سعر الجهاز
يأتي الجهاز بثلاثة نسخ مختلفة في الامكانيات والاسعار:
1. جهاز آي باد مزود بواي فاي سعة 32 جيجا بايت بسعر 799$
2. جهاز آي باد مزود بواي فاي سعة 128 جيجا بايت بسعر 949$
3. جهاز آي باد مزود بواي فاي ويمكنة الاتصال بالانترنت من خلال شبكات 4G بسعة 128 جيجا بايت بسعر 1079$